# Понс
Понс (Ponts) — муніципалітет і місто в Іспанії, в комарці Ногера, у провінції Леріда, Каталонія. Він розташований на лівому березі річки Сегре поблизу її впадіння в річку Льобрегос і в точці, де маршрути з Калафа (зараз дорога C-1412) і Сервера (зараз дорога L-313) зустрічаються з маршрутом з Леріди до La Seu d'Urgell (нині дорога C-1313).
Економіка заснована на сільському господарстві (зернові, оливи, виноград, картопля, соняшник) і тваринництві (домашні вівці, свині, птахи). Промисловий сектор включає харчову та текстильну промисловість.